# エティション家
エティション家（ドイツ語: Etichonen,  英語: Etichonids,  フランス語: Étichonides）は、7世紀から10世紀にかけて、現在のドイツ南西部の一部からフランス東端部におよぶアルザス地方を支配したゲルマン系の小貴族。「エティコン家（エティコーネン家）」または「エティヒョン家（エティヒョーネン家）」とも呼ばれる。
その起源はフランク族、ブルグント族、西ゴート族などの諸説があり、次第にアレマン化した。神聖ローマ帝国の皇室のハプスブルク家はその分家である。

## 歴史

### 成立
エティション家にかかわる記録は、アットアリエンス地方（ラテン語: pagus Attoariensis, 現在の北ブルゴーニュ（ブルグント）・ディジョン付近）の公爵アマルガルとその妻アクイレイアに始まる。2人は支持していたフランク王国の女摂政ブルンヒルダとその孫シゲベルト2世がクロタール2世に敗れたために損害を被ったが、クロタール2世と息子ダゴベルト1世がそれを埋め合わせ忠誠を回復させるためにアマルガルらに資金援助をした。夫妻はブレジルに女子修道院を、ベーズに修道院を建て、娘や息子をそれぞれの長とした。アマルガルの後を息子アダルリック（アダルリヒとも）が継いだ。さらにその息子が同名のアルザス公アダルリックである。この2人目のアダルリックがアルザスの公爵としてのエティション家の祖であり、その名の異形である「エティショ(Eticho)」が家名として、現代の歴史学者に用いられている。

### アルザス家（エルザス家）
エティション家の支配下で、アルザスはノルトガウ（en:Nordgau）とズントガウ（en:Sundgau）に二分されたが、双方がエティション家の元で強固に結び付けられており、エティション家の嫡流はアルザス家（エルザス家）と呼ばれた。534年ごろに、現在のスイス北部のバーゼルとジュラに進出した。
その一方、アルザス家がカロリング家と対立関係にあったか否かという問題が議論されているが、協調関係と対立関係が頻繁に変化したと考えるのが自然である。カロリング家のカール・マルテルがアレマン地方に侵攻した際はアルザス家は反抗しているが、カール・マルテル死後の742年にアレマン公テウデバルトがアルザスに逆侵攻した際にはピピン3世（カール・マルテルの子）と同盟している。なお、このときに、当主の公爵リウトフリト（en:Liutfrid, Duke of Alsace）はおそらく戦死した。

### その子孫
エティション家の女系の子孫にはトゥール伯ユーグがおり、その娘エルマンガルドが皇帝ロタール1世と結婚し、3人の王を産んだ。10世紀、エティション家はアルザス伯としてこの地域における強大な影響力を保持していたが、次第にリウドルフィング家に圧迫されていった。11世紀の教皇レオ9世（ブルーノ）はエギスハイム家出身で、エティション家の分家の系統であったが、レオ9世自身はこれを知らなかったようである。エティション家は後世の西ヨーロッパから中央ヨーロッパの様々な貴族家系の祖である。例えばハプスブルク家は、エティション家の傍系であるグントラムまでさかのぼることができるとされている。